# 深渊中的基督

深渊中的耶稣。

深渊中的基督（義大利語："Il Cristo degli Abissi"）是意大利北部热那亚省卡莫利与菲諾港之间圣弗罗托索（San Fruttuoso）附近地中海中的一尊水下耶稣塑像。塑像高约2.5米，位于水下17米深处，于1954年8月22日放置于此地。
由于受到腐蚀和甲壳类动物的生长量，雕像曾经从水中取出修复，并于2003年恢复原貌。一只手也曾经被锚分割，已被更换。这座雕像是在2004年7月17日回到了水里的新基地。